# بول غاريتا
بول غاريتا (1995 الكاميرون) هو لاعب كرة قدم كاميروني يلعب في مركز الهجوم لعب سابقاً في نادي الفيصلي السعودي.

## روابط خارجية
بول غاريتا على موقع قاعدة بيانات كرة القدم.إي يو (الإنجليزية)
- بول غاريتا على موقع Soccerway.com (الإنجليزية)